# Wasatch Range
Wasatch Range je pohoří na západě Spojených států amerických, ve státě Utah a částečně i Idaho. Rozkládá se z Bannock County v jihovýchodním Idahu, podél východní hranice Velké pánve, do Sanpete County ve středním Utahu.
Wasatch Range je součástí Skalnatých hor. Tvoří jejich západní okraj, z východní strany uzavírá Velkou pánev.

## Geografie
Rozkládá se od severu k jihu v délce okolo 260 km. Západně od Wasatch Range leží Velké Solné jezero, východně navazuje na pohoří v kolmém směru pohoří Uinta Mountains. Nejvyšší horou Wasatch Range je Mount Nebo s nadmořskou výškou 3 636 m.
K dalším významným vrcholům náleží Mount Timpanogos (3 582 m), Lone Peak (3 430 m), Twin Peaks (3 450 m) a Mount Olympus (2 751 m).

## Flora
Vegetaci v oblasti tvoří především jehličnaté lesy mírného pásma. Rostou zde douglaska tisolistá (Pseudotsuga menziesii), jedle plstnatoplodá (Abies bifolia), smrk Engelmannův (Picea engelmannii), smrk pichlavý (Picea pungens), topol osikovitý (Populus tremuloides) a v předhůří také bílý dub (Quercus gambelii).